# Miloš Jojić
Miloš Jojić (en serbe en écriture cyrillique : Милош Јојић), né le 19 mars 1992 à Stara Pazova en Yougoslavie (auj. en Serbie), est un footballeur international serbe. Il évolue au poste de milieu de terrain au CD Castellón.

## Carrière

### En club

#### Partizan Belgrade
Miloš Jojić commence sa carrière au FK Teleoptik, club évoluant en D2 serbe. Ce club appartient au Partizan Belgrade, il est considéré comme sa réserve de jeunes.
Miloš Jojić est ensuite promu dans l'équipe première du Partizan Belgrade. Avec le Partizan il joue 35 matchs en championnat pour 10 buts, 8 matchs en Ligue Europa et 3 matchs en Ligue des champions. En Ligue Europa il inscrit un but face au club suisse du FC Thoune.

#### Borussia Dortmund
Il s'engage en faveur du Borussia Dortmund le 31 janvier 2014. Ses débuts sont fort intéressants, en effet il marque son premier but sous ses nouvelles couleurs dès sa première minute de jeu (68e) dans le cadre de la 21e journée de Bundesliga face à l'Eintracht Francfort. Ce match est remporté par le Borussia Dortmund sur le score de 4-0.
Il marque un second but lors de la 25e journée de championnat contre le Borussia M'Gladbach, mais malheureusement cela est insuffisant pour son équipe qui s'incline 2-1 au Signal Iduna Park.

### En équipe nationale
Il participe au championnat d'Europe des moins de 19 ans 2011 avec l'équipe de Serbie. Lors de cette compétition il inscrit un but face à la Turquie. La Serbie atteint le stade des demi-finales en se faisant éliminer par la République tchèque.
Après avoir été sélectionné à plusieurs reprises avec l'équipe des moins de 21 ans, il joue son premier match avec l'équipe A le 11 octobre 2013 à l'occasion d'une rencontre amicale face au Japon. Il inscrit un but dans les arrêts de jeu au cours de ce match.

## Statistiques

### En club
| Saison                | Club                  | Championnat           | Championnat | Championnat | Coupe(s) nationale(s) | Coupe(s) nationale(s) | Compétition(s) continentale(s) | Compétition(s) continentale(s) | Compétition(s) continentale(s) | Serbie | Serbie | Total | Total |
| Saison                | Club                  | Division              | M.          | B.          | M.                    | B.                    | Comp.                          | M.                             | B.                             | M.     | B.     | M.    | B.    |
| 2010-2011             | Teleoptik Zemun       | Prva Liga             | 30          | 4           | 2                     | 0                     | -                              | -                              | -                              | -      | -      | 32    | 4     |
| 2011-2012             | Teleoptik Zemun       | Prva Liga             | 30          | 10          | 1                     | 1                     | -                              | -                              | -                              | -      | -      | 31    | 11    |
| Sous-total            | Sous-total            | Sous-total            | 60          | 14          | 3                     | 1                     | -                              | -                              | -                              | -      | -      | 63    | 15    |
| 2012-2013             | Partizan Belgrade     | SuperLiga             | 20          | 4           | 1                     | 0                     | C3                             | 6                              | 0                              | -      | -      | 27    | 4     |
| 2013-2014             | Partizan Belgrade     | SuperLiga             | 15          | 6           | 3                     | 0                     | C1+C3                          | 3+2                            | 0+1                            | 1      | 1      | 24    | 8     |
| 2020-2021             | Partizan Belgrade     | SuperLiga             | 15          | 2           | 3                     | 0                     | C3                             | -                              | -                              | -      | -      | 18    | 2     |
| Sous-total            | Sous-total            | Sous-total            | 50          | 12          | 7                     | 0                     | -                              | 11                             | 1                              | 1      | 1      | 69    | 14    |
| 2013-2014             | Borussia Dortmund     | Bundesliga            | 10          | 4           | 2                     | 0                     | C1                             | 3                              | 0                              | 3      | 0      | 18    | 4     |
| 2014-2015             | Borussia Dortmund     | Bundesliga            | 10          | 0           | 2                     | 0                     | C1                             | 2                              | 0                              | 1      | 0      | 15    | 0     |
| Sous-total            | Sous-total            | Sous-total            | 20          | 4           | 4                     | 0                     | -                              | 5                              | 0                              | 4      | 0      | 33    | 4     |
| 2015-2016             | FC Cologne            | Bundesliga            | 15          | 2           | 2                     | 0                     | -                              | -                              | -                              | -      | -      | 17    | 2     |
| 2016-2017             | FC Cologne            | Bundesliga            | 19          | 4           | 2                     | 0                     | -                              | -                              | -                              | -      | -      | 21    | 4     |
| 2017-2018             | FC Cologne            | Bundesliga            | 25          | 2           | 3                     | 0                     | C3                             | 6                              | 1                              | -      | -      | 34    | 3     |
| Sous-total            | Sous-total            | Sous-total            | 59          | 8           | 7                     | 0                     | -                              | 6                              | 1                              | -      | -      | 72    | 9     |
| 2018-2019             | Istanbul Basaksehir   | Süper Lig             | 8           | 0           | 4                     | 1                     | C3                             | 2                              | 0                              | -      | -      | 14    | 1     |
| Sous-total            | Sous-total            | Sous-total            | 8           | 0           | 4                     | 1                     | -                              | 2                              | 0                              | -      | -      | 14    | 1     |
| 2019-2020             | Wolfsberger AC        | Bundesliga            | 13          | 1           | 0                     | 0                     | -                              | -                              | -                              | -      | -      | 13    | 1     |
| Sous-total            | Sous-total            | Sous-total            | 13          | 1           | 0                     | 0                     | -                              | 0                              | 0                              | -      | -      | 13    | 1     |
| Total sur la carrière | Total sur la carrière | Total sur la carrière | 210         | 39          | 25                    | 2                     | -                              | 24                             | 2                              | 5      | 1      | 264   | 44    |

## Palmarès

### En club
- Partizan Belgrade
  - Champion de Serbie en 2013